# 尼泊尔沟酸浆
尼泊尔沟酸浆（学名：Mimulus tenellus var. nepalensis）为玄参科沟酸浆属下的一个变种。

## 扩展阅读
- 維基物種上的相關：尼泊尔沟酸浆